# Мокулеја (Хаваји)
Мокулеја (енгл. Mokuleia) насељено је место за статистичке потребе у америчкој савезној држави Хаваји. По попису становништва из 2010. у њему је живело 1.811 становника.

## Демографија
Према попису становништва из 2010. у граду је живело 1.811 становника, што је -28 (-1.5%) становника више него 2000. године.
| Група             | 2000.         | 2010.         |
| Белци             | 1.009 (54,9%) | 1.126 (62,2%) |
| Афроамериканци    | 27 (1,5%)     | 30 (1,7%)     |
| Азијати           | 209 (11,4%)   | 171 (9,4%)    |
| Хиспаноамериканци | 134 (7,3%)    | 176 (9,7%)    |
| Укупно            | 1.839         | 1.811         |